# Andrew Hudson
Andrew Hudson (* 14. Dezember 1996 in San Antonio, Texas) ist ein jamaikanisch-US-amerikanischer Leichtathlet, der sich auf den Sprint spezialisiert hat und seit August 2022 für Jamaika startberechtigt ist.

## Sportliche Laufbahn
Erste Erfahrungen bei internationalen Meisterschaften sammelte Andrew Hudson, der im texanischen Cibolo aufwuchs und ab 2015 an der Texas Tech University studierte, im Jahr 2018, als er bei den NACAC-Meisterschaften in Toronto für die USA startend in 20,67 s den sechsten Platz im 200-Meter-Lauf belegte. Im Jahr darauf schied er bei den Panamerikanischen Spielen in Lima nach einem Sturz mit 42,96 s im Vorlauf aus. 2022 siegte er für Jamaika startend in 19,87 s über 200 Meter bei den NACAC-Meisterschaften in Freeport und sicherte sich mit der 4-mal-100-Meter-Staffel in 38,94 s gemeinsam mit Ackeem Blake, Kadrian Goldson und Jazeel Murphy die Bronzemedaille hinter den Teams aus den Vereinigten Staaten und Trinidad und Tobago. Im Jahr darauf erreichte er bei den Weltmeisterschaften in Budapest das Finale über 200 Meter und belegte dort in 20,40 s den achten Platz. 2024 nahm er an den Olympischen Sommerspielen in Paris teil und schied dort mit 20,55 s in der Hoffnungsrunde aus.
2023 wurde Hudson jamaikanischer Meister im 200-Meter-Lauf.

## Persönliche Bestzeiten
- 100 Meter: 10,07 s (+1,8 m/s), 8. April 2023 in Miramar
  - 60 Meter (Halle): 6,56 s, 25. Januar 2019 in Lubbock
- 200 Meter: 19,87 s (+0,6 m/s), 21. August 2022 in Freeport
  - 200 Meter (Halle): 20,33 s, 22. Februar 2019 in Lubbock